# Cannabis en Algérie
Le Cannabis est illégal en Algérie, bien que largement présent. La loi nº04-18 du 13 Dhou El Kaada 1425 (25 décembre 2004) et son décret d'application nº07-228 15 Rajab 1428 (30 juillet 2007) interdit la culture, le commerce, et la possession de cannabis et produits dérivés, sauf à des fins médicales et scientifiques, sous réserve d'une autorisation du Ministre de la Santé,. 

## Histoire
Le cannabis est censé avoir été introduit en Algérie par les Arabes du IXe au XIIe siècle.
L'usage du cannabis en Algérie a également joué un rôle dans la propagation de l'habitude à la France, à la suite de l'invasion française de 1830. Le Dr Jacques Joseph Moreau a observé les effets du cannabis en Algérie sous la forme d'un comestible appelé dawamesk, et c'est cette drogue qu'il a présenté à Paris au Club des Hashischins.
Le cannabis fut interdit pendant la période de colonisation française à travers le décret du 9 février 1917 promulguant le décret du 14 septembre 1916, complété plus tard par le décret du 12 janvier 1932 rendant applicable à l'Algérie le décret du 20 mars 1930 de France métropolitaine. La législation de 1932 interdisait "à moins d'autorisations spéciales, toutes opérations industrielles et commerciales relatives aux stupéfiants" bien que le Secrétariat de la Société des nations notait alors : "On peut se demander si ce décret vise formellement la "culture" du chanvre indien, qui n'est pas mentionnée expressément dans le texte du décret visant la France, étant donné que le chanvre indien n'est pas cultivé en France".
En 2021, à la suite du vote de l'Algérie contre les recommandations de l'Organisation mondiale de la santé relatives au cannabis médical le 2 décembre 2020 à la Commission des stupéfiants des Nations unies,,, l'ambassadrice d'Algérie aux Nations unies déclara que "la suppression du cannabis et la résine de cannabis du Tableau IV de la Convention de 1961, comportant les substances les plus dangereuses sur la santé publique, n’était ni nécessaire ni scientifiquement prouvée, ni surtout politiquement correcte".